# Symphurus callopterus
Symphurus callopterus és un peix teleosti de la família dels cinoglòssids i de l'ordre dels pleuronectiformes que viu al Pacífic Oriental (des de Mèxic fins al Perú).